# Hanover (Illinois)
Hanover é uma vila localizada no estado americano de Illinois, no Condado de Jo Daviess.

## Demografia
Segundo o censo americano de 2000, a sua população era de 836 habitantes.
Em 2006, foi estimada uma população de 793, um decréscimo de 43 (-5.1%).

## Geografia
De acordo com o United States Census Bureau tem uma área de
1,5 km², dos quais 1,5 km² cobertos por terra e 0,0 km² cobertos por água. Hanover localiza-se a aproximadamente 194 m acima do nível do mar.

## Localidades na vizinhança
O diagrama seguinte representa as localidades num raio de 24 km ao redor de Hanover.